# Romanello de Forlì
Romanello de Forlì, ou Sebastiano Romanello, (? - 1525) fut un capitaine et un aventurier notoire. Il fut l'un des 13 cavaliers italiens participant au défi de Barletta en 1503.

## Biographie
Dans cette localité, dans la plaine entre Corato et Andria se tint une joute chevaleresque entre treize cavaliers italiens et autant de français, à la suite de mots dénigrants prononcés par Charles de la Motte vis-à-vis de la valeur des italiens.
L'issue du défi fut une nette victoire des Italiens, qui fut prise en symbole, surtout dans une période où l'Italie était contrainte, entre des puissances étrangères (France et Espagne), à un sursaut national.
Romanello de Forlì fut actif, au-delà de la Romagne, principalement en Italie centrale et méridionale (Basilicate, Pouilles, Latium, Abruzzes). Il prit part à la bataille de Ravenne en 1512 et mourut en 1525. 
Il fut la souche de la famille qui de Ravenne se transféra au Piémont et obtint le fief de Pontestura, en province d'Alexandrie.